# يلزافيتا هوباريف
يلزافيتا سيرهيفنا هوباريف (الأوكرانية: Єлизавета Сергіївна Губарєва ، مواليد 16 يونيو 2004) لاعبة جمباز فنية أوكرانية. كانت عضوًا في الفريق الحائز على الميدالية الذهبية في بطولة أوروبا 2020.